# Dramaturgia
A dramaturgia a színművészettel és a filmművészettel foglalkozó tudományág, ezek  elméleti kérdéseivel, törvényszerűségeivel, a szerkezeti felépítéssel, a hatáseszközökkel foglalkozik.

## Dramaturgia színházban
A dramaturg a színház irodalmi szakértője. A rendező segítségére van értelmezni a dráma szövegét, felkutatja a darab megértéséhez szükséges  háttérismereteket.

### Elméleti dramaturgia
A klasszicizmus idején a hármas egység  (hely, idő és cselekmény egysége) – amit Nicolas Boileau fogalmazott meg – a drámaírás kötelező szabálya volt. Ezen túllépve a modern drámaelméletet Lessing alapozta meg (Hamburgische Dramaturgie, Hamburgi dramaturgia; 1767-1769). Leíró és magyarázó módszerrel vizsgálta a színművek szerkezeti törvényeit, figyelembe véve a színpadi előadást, és a formai elemekből összefüggő rendszer felépítésével próbálta körülírni az adott kor, adott író, illetve adott színjátéktípus dramaturgiáját.

### Gyakorlati dramaturgia
Ezen a fogalmon annak a dramaturgnak a tevékenységét értjük, aki aktív részvevője a mű előadásra való előkészítésének. Egy-egy dramaturg az adott dráma színrevitelében a rendező közvetlen munkatársa és mind a szöveg adaptálásában (meghúzásában, bővítésében, megváltoztatásában), mind a szükséges drámatörténeti kutatásban döntő szerepet kap(hat). A gyakorlati dramaturgia az elméleti dramaturgiai ismereteket is hasznosítja munkája során.

### Története
Az első dramaturgiának Arisztotelész Poétika című művét tekintik, később a 17. században újból feltűnik a francia klasszicista dráma kialakulásakor, amikor Mairet, La Ménardiére és más francia drámaírók munkái, vitái során kialakul a kor drámaírásának dramaturgiája.
Arisztotelész szerint  a költészet lényege a mimészisz. A  mimészisz az élet cselekményeinek utánzását jelenti, ami legteljesebben a cselekvés sajátos közegében, a tragédiában, a drámában valósul meg. Arisztotelész a tragédiát a mimészisz maximális megvalósulásának tartja. A tragédia műfaj elemzésekor a szerkezeti alkotóelemeket emeli ki. Szerinte a  tragédia alkotóelemei közül a legfontosabbak: a jellem (éthosz) és a cselekmény (müthosz), melyek közül a cselekmény az elsődleges. Két feltétele van a szerkezetnek: a mese egységessége és a váratlanság. Az egységesség biztosítja a néző számára a befogadhatóságot, a váratlan fordulat pedig az érzelmi azonosulást erősíti meg.
A hely, idő és cselekmény egysége, hármassága is Arisztotelésztől eredeztethető, ám felfogása korántsem volt olyannyira dogmatikus, mint amilyenné Boielau-nál vált.

### A dramaturgia történetének jelentős állomásai

#### Külföldön
- Gotthold Ephraim Lessing
- Denis Diderot
- John Howard Lawson, amerikai drámaíró és drámaesztéta
- Bertolt Brecht
- Sztanyiszlavszkij
- Erwin Piscator
- Max Reinhardt
- Peter Brook
- Ljubimov
- Jan Kott; Kortársunk, Shakespeare, (1965), a modern drámaelemzés és színjátszás egyik alapműve.
- stb.

#### Magyarországon
- Vörösmarty Mihály
- Bajza József
- Szigligeti Ede
- Csiky Gergely
- Sebestyén Károly (1872-1945) kritikus, irodalomtörténész, dramaturgia tanár
- Hevesi Sándor

## Filmdramaturgia
A filmdramaturgia a filmek szerkezeti felépítésének, hatásmechanizmusának elmélete és gyakorlata. Mivel a film egy modern kori művészet (mellesleg filmipar), ezért sajátos nyelve még ma is alakulóban, fejlődőben van. Mindazonáltal szinte a kezdetek kezdetén megjelent a filmelmélet is. A lelkes alkotók munka közben és mellett azonnal elgondolkodtak azon, hogy mit miért csinálnak, és mit tudnak még csinálni a nézőkre való hatás érdekében.
A filmelmélet úttörői orosz (szovjet) filmesek voltak. A filmdramaturgia első elméleti megfogalmazása a montázselmélet volt. Lev Kuselov, Dziga Vertov, Eisenstein kísérleteket is végeztek, ezeket vetítőben közönségen tesztelték a gyakorlatuk és ennek nyomán elméletük megfogalmazására. A montázs, mint dramaturgiai eszköz már Griffithnél megjelent, filmjeit tanulmányozva jutott el Eisenstein máig érvényes gondolatainak megfogalmazásához.
A 20. század közepére, amikor a filmet már felnőtt művészetnek tekintették, többek között Balázs Béla, Georges Sadoul, François Truffaut, Peter Bogdanovich foglalták össze időtállóan a filmnyelvről, a filmdramaturgiáról ma is helytálló elméleti gondolataikat.
A filmnyelv zseniális (szerzői) filmrendezők új megoldásaival egyre bővül. René Clair, Federico Fellini, Michelangelo Antonioni, Alain Resnais, Jancsó Miklós, Andrej Tarkovszkij olyan módon filmeztek, ahogy elődeik még nem. Filmnyelvi újításaik közkinccsé lettek, benyomultak a közönségfilmek dramaturgiájába, ideértve a hétköznapi, kommersz televíziós sorozatokat is.
A filmdramaturg a forgatókönyvíró és a filmrendező alkotótársa. A producer által meghatározott (üzleti) filmgyártásban a produceré is. Bátrabb alkotók ezt a dramaturgot cenzornak (is) tekintik. Az alkotók és a producer céljai ugyanis sok tekintetben eltérnek. A producer célja az üzleti, az alkotóé viszont a művészi siker. Fesztiválsikerek szokták oldani ezt a (sokszor termékeny) feszültséget.